# Muroto-Anan-Kaigan-Quasi-Nationalpark
Der Muroto-Anan-Kaigan-Quasi-Nationalpark (japanisch 室戸阿南海岸国定公園 Murotoanan kaigan kokutei kōen) ist einer von über 50 Quasi-Nationalparks in Japan. Die Präfekturen Tokushima und Kōchi sind für die Verwaltung des Parks zuständig. Der Park wurde am 1. Juni 1964 gegründet. Mit der IUCN-Kategorie V ist das Parkgebiet als Geschützte Landschaft/Geschütztes Marines Gebiet klassifiziert.
Das Parkgebiet umfasst die Küstengebiete Shikokus, darunter das Kap Muroto.